# Такуарембо (департамент)

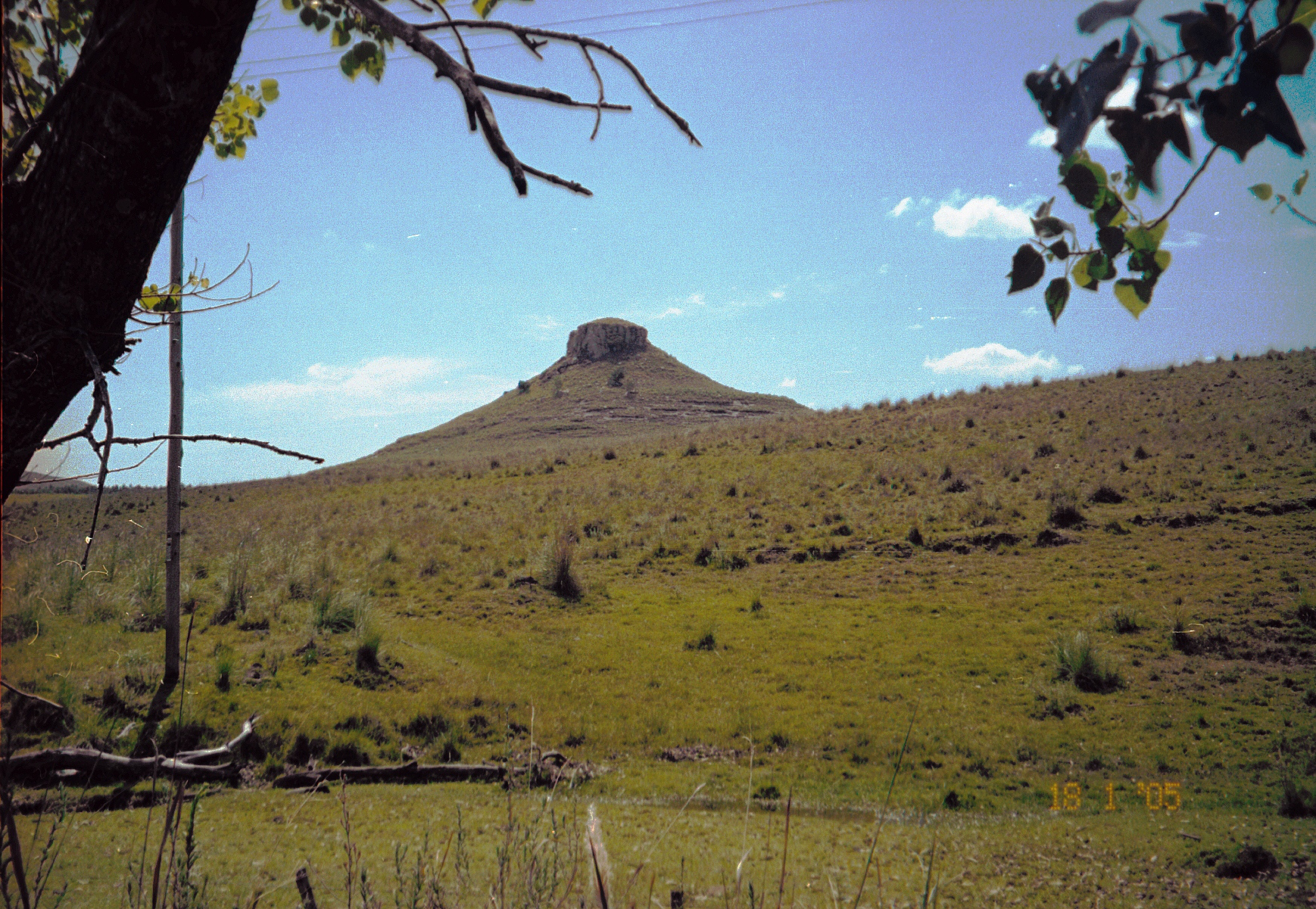
Пагорб Серро-Батові

Такуарембо — найбільший за площею департамент Уругваю (ісп. Tacuarembó). Столиця — Такуарембо.

## Економіка
Регіон спеціалізується на тваринництві (розведення корів, овець), рисі та лісовому господарстві.

## Географія
Департамент розташований у центрі країни, межує з департаментами Ривера, Сальто, Пайсанду, Ріо-Неґро, Дурасно та Серро-Ларґо. Зі своєю площею, яка становить 15438 км², департамент є більшим за Чорногорію, Багамські Острови, Фолклендські острови, Ямайку або Кіпр. Кількість населення перевищує 90 тисяч осіб.

### Головні населені пункти
Міста та села з населенням понад 1000 осіб (за даними перепису населення 2004 року):
| Місто/Село              | Населення    |
| ----------------------- | ------------ |
| Ансіна                  | 2.930 (1996) |
| Пасо-Бонілья            | 1.000 (1996) |
| Пасо-де-лос-Торос       | 13.459       |
| Сан-Ґреґоріо-де-Поланко | 3.096        |
| Такуарембо              | 48.580       |
| Тамборес                | 1.479 (1996) |